# 桃園市立大溪木藝生態博物館
桃園市立大溪木藝生態博物館，簡稱大溪木藝生態博物館，是一座坐落於中華民國桃園市大溪區的博物館。大溪木藝生態博物館是台灣首座無圍牆博物館及桃園市首座市立博物館，成立於2015年1月1日，並於同年3月28日開放參觀，目前擁有包括大溪武德殿、大溪公會堂、李騰芳古宅在內的6處場館及15處街角館作為館舍，對外交通包括公路系統及公車系統。

## 歷史
2011年，由於辦公空間的不足，桃園市政府警察局著手計畫將現今大溪木藝生態博物館的「警察局日式宿舍群」拆除，改建為警政大樓；於此同時，令人詬病的塞車問題也在地方引發拆除「大溪國小日式宿舍」轉建停車場的聲浪。然而，這些計畫面臨了文史團體的反對。:11
於是在多方交涉下，桃園縣政府於2012年同意將「警察局日式宿舍群」、「大溪國小日式宿舍」等日式宿舍群登錄為桃園市歷史建築。:11
以此為契機，在大溪建立一座生態博物館的概念開始萌芽。隨著桃園縣改制為桃園市，桃園縣政府文化局正式拋出「桃園要有一座博物館」的口號，於2013年起以「倡議木藝生活」、「恢復職人榮光」、「保存常民文化」、「推動地域振興」等四個主軸陸續展開博物館的籌備作業、2014年開始館舍的修復工程，並於2015年1月1日正式成立桃園市立大溪木藝生態博物館，2015年3月28日起正式開館對外開放參觀。:11~13

## 組織
大溪木藝生態博物館的組織架構第一層為館長、第二層為秘書，第三層則為會計室、人事室、總務組、典藏展示組及教育推廣組等。現任館長為曾任桃園縣政府文化局科長等職務的陳倩慧。

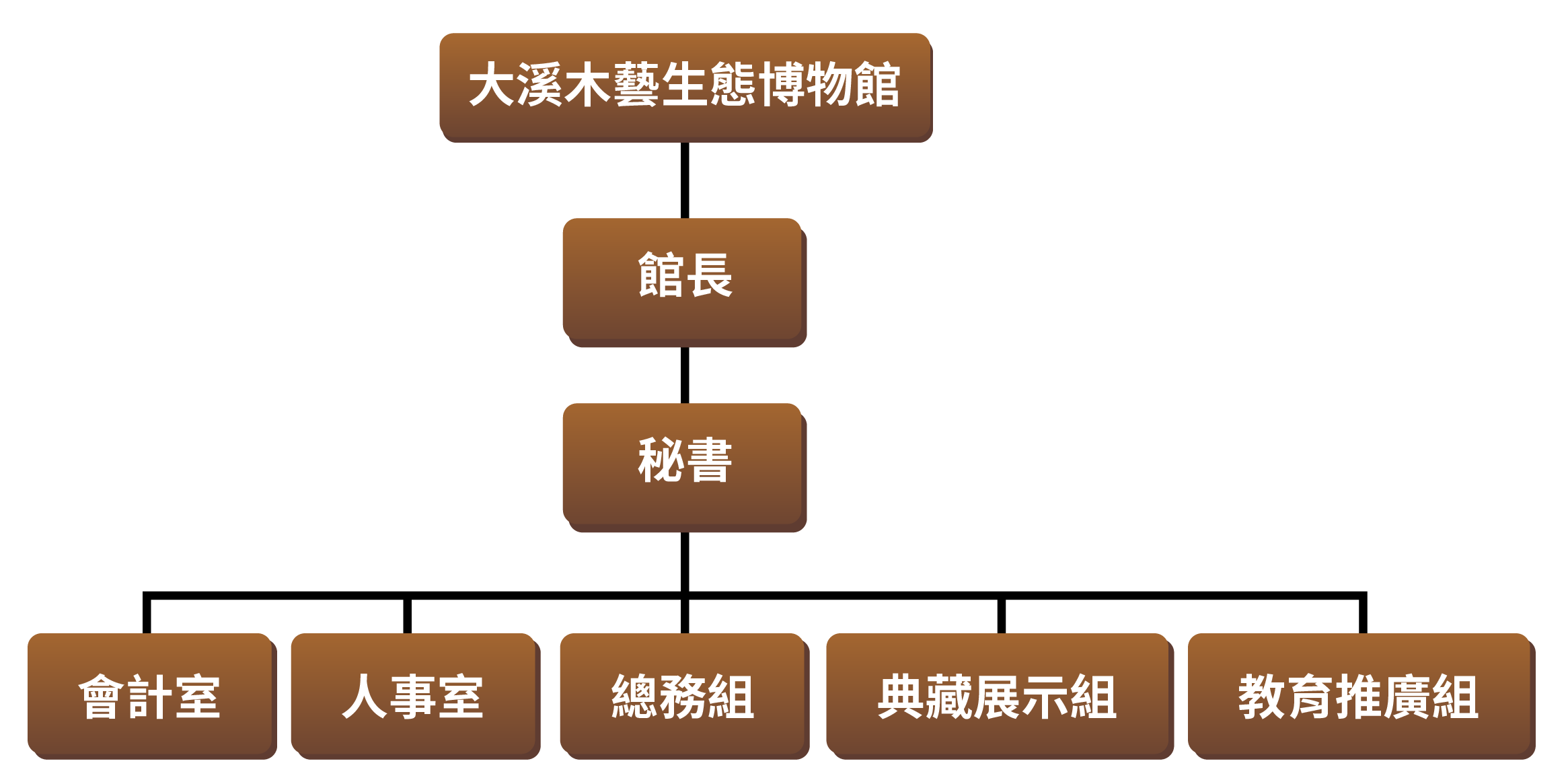

大溪木藝生態博物館的館徽融合大漢溪水運及大溪森林資源設計，意圖展現出百年木藝及常民風華的意象。

## 館舍
大溪木藝生態博物館利用大溪城區內的老建築為館舍，並以其中的大溪國小日式宿舍「壹號館」及大溪警察局宿舍群為營運中心。

### 武德殿

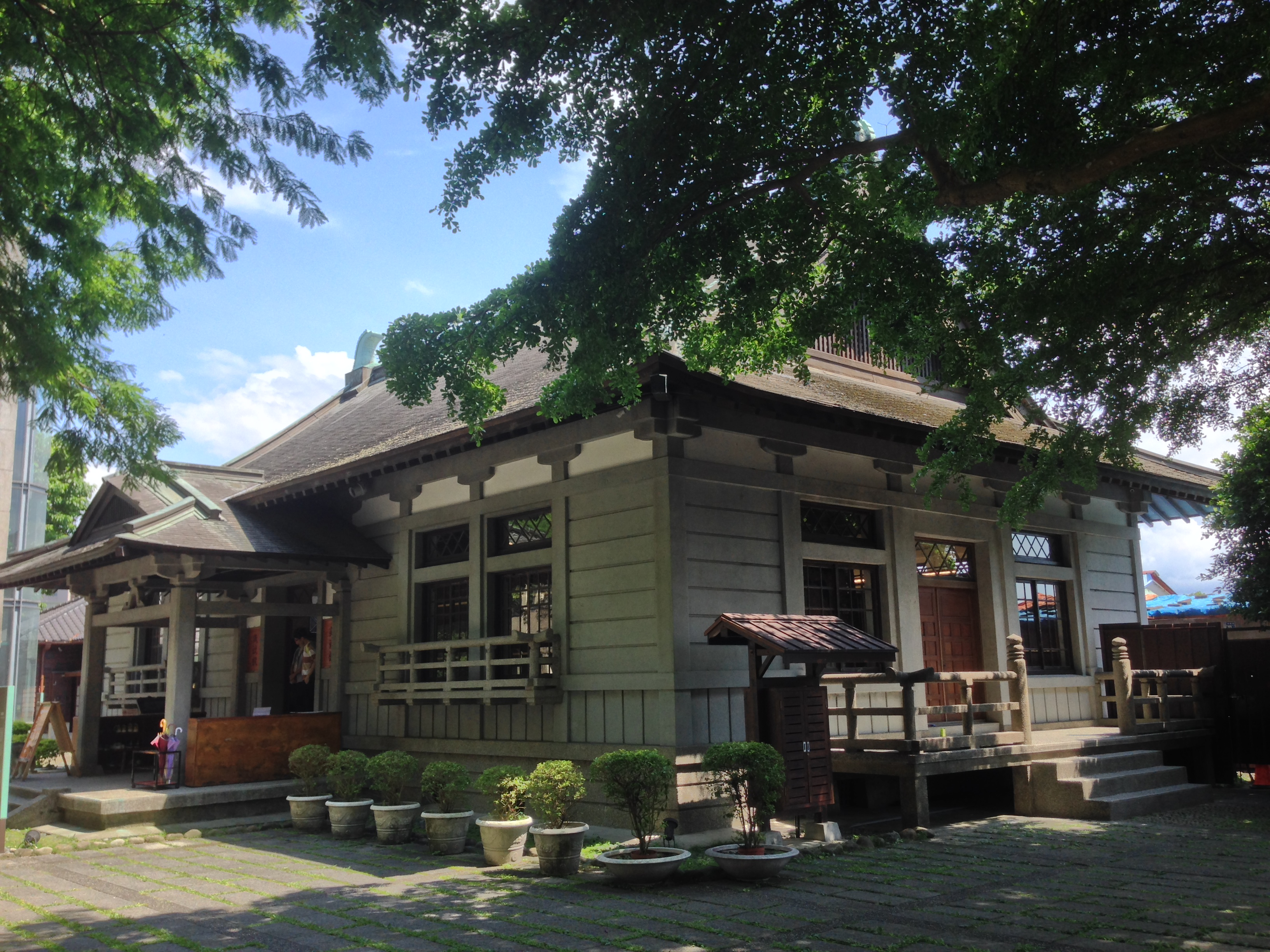
日景
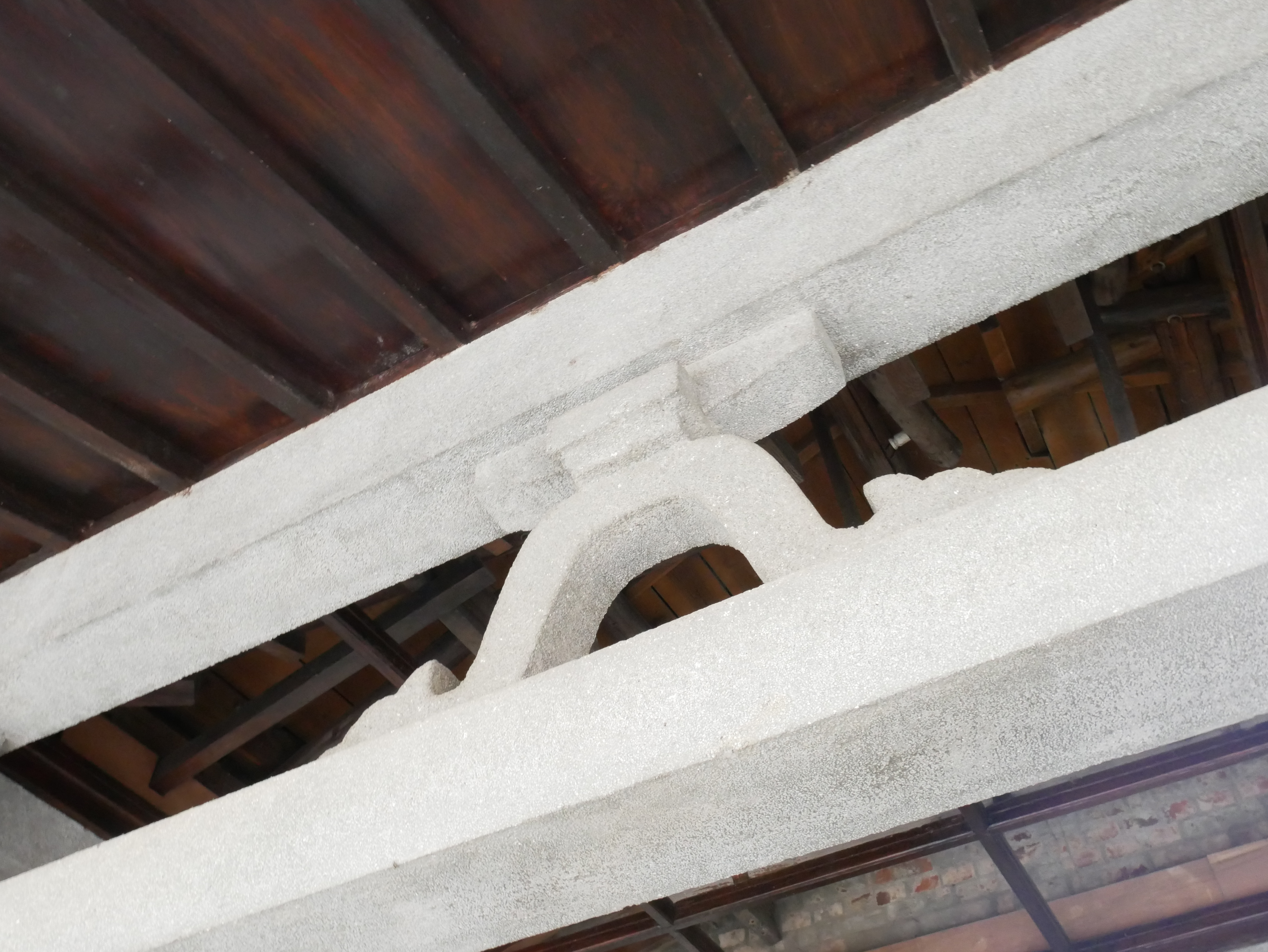
蟇股
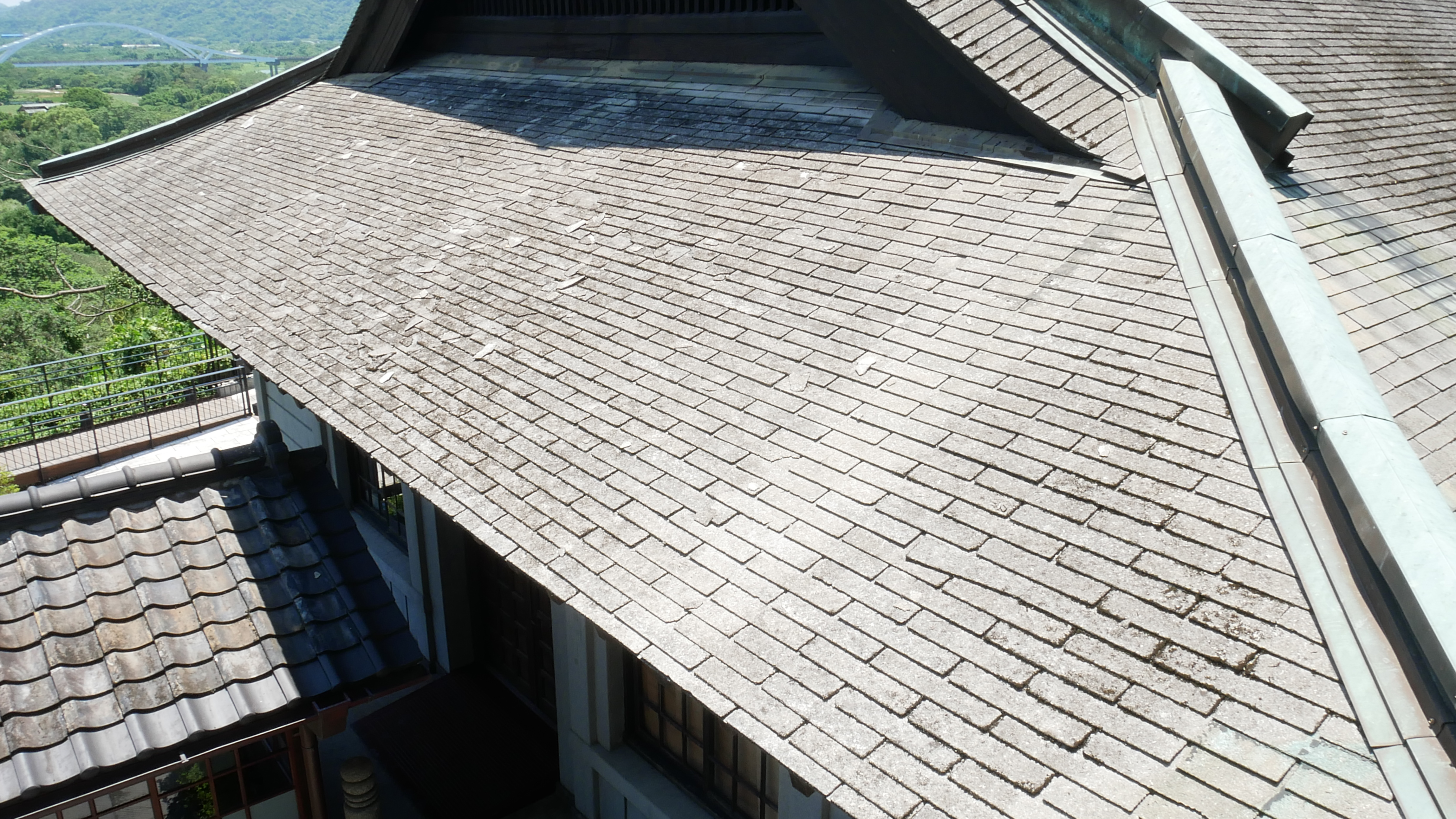
屋頂

武德殿建成於1935年，因做為警察及青年子弟練習柔道、劍道的場地使用，內部有一半的空間鋪設榻榻米地板。隨著國民政府轉進台灣，1950年大溪公會堂改作總統行館使用，其增設的憲兵隊就以武德殿作為辦公室，並於武德殿東南側另行興建一座3層樓高的兵舍。2000年憲兵隊隊部撤除後，武德殿大規模整修，整修後的武德殿屋頂保持原有的木質結構與青銅裝飾，建築四周牆面與護欄則改以水泥、洗石子整建，於2004年1月13日成為歷史建築、2015年成為大溪木藝生態博物館館舍中的一員。:9
以鋼筋混凝土建造的武德殿，屬近代和風樣式建築，大門設有入母屋破風，屋頂採入母屋造，屋頂正脊兩端的「鴟吻」具有中國唐代建築風格，並採洋式的大木桁架支撐日式社殿屋頂。武德殿的外牆以洗石子裝修，並以線腳模仿雨淋板壁的效果。
有別於最初的練武功能，擁有56坪空間的武德殿，現今在大溪木藝生態博物館作為展示大溪文化的展覽空間使用。:10

### 壹號館

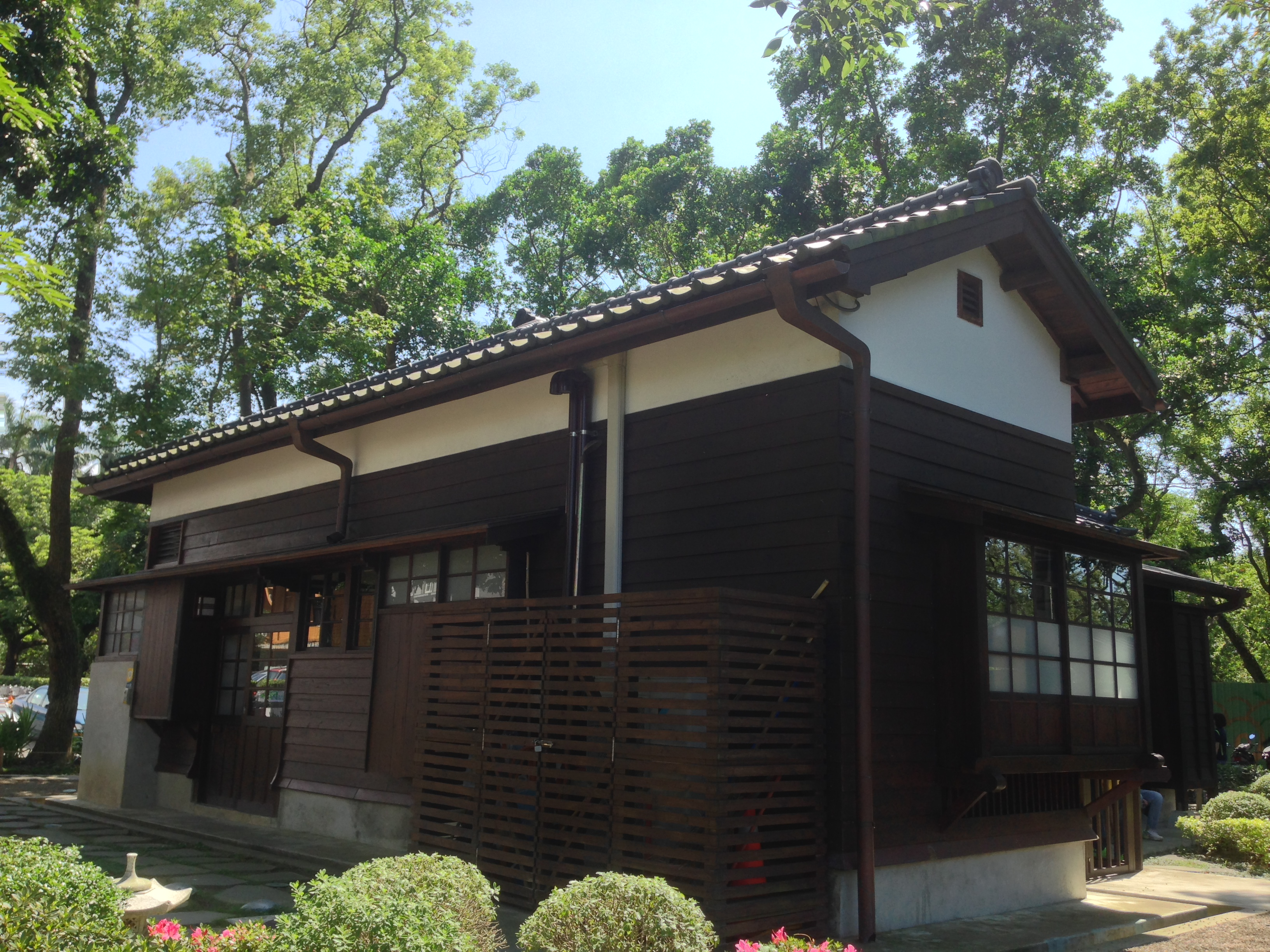
外觀
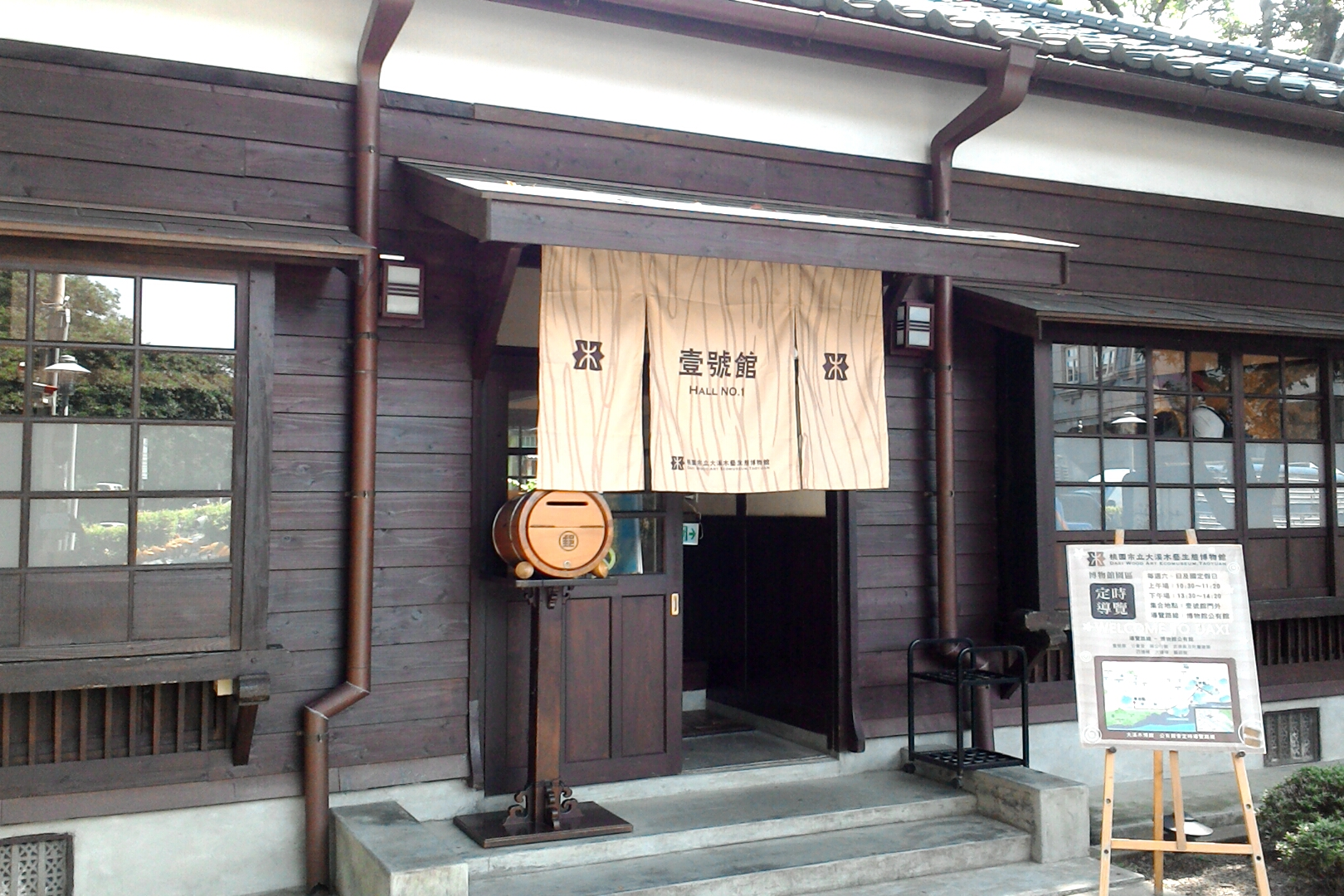
入口
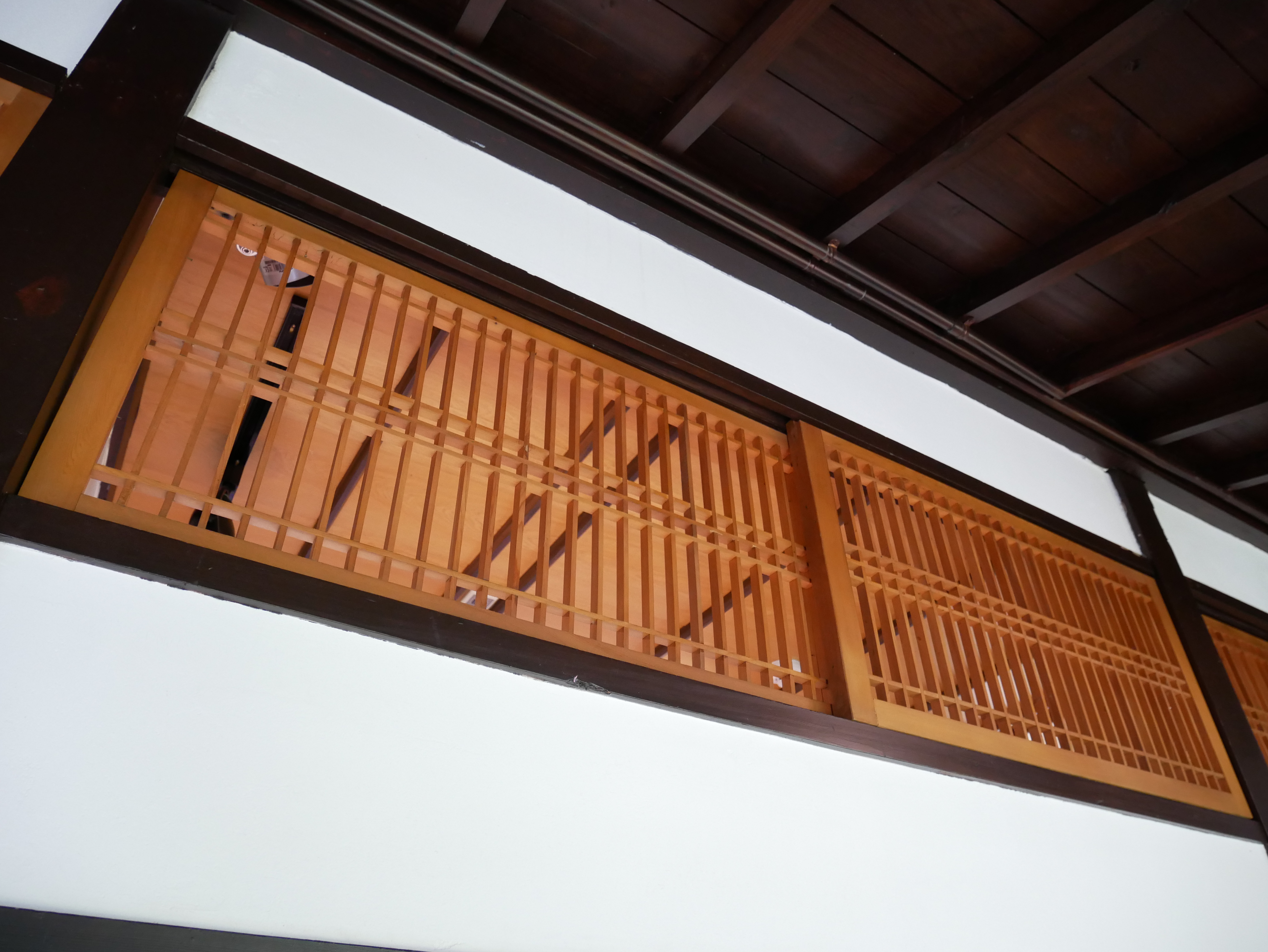
欄間

壹號館又稱為大溪國小日式宿舍，是1920年代興建的日式高架平房建築，曾作為大溪國小的校長宿舍使用。因為曾是教裁縫技藝的場所，門口亦因此掛有「溪光縫紉補習班」的牌匾。大溪國小日式宿舍於2007年12月24日成為歷史建築，也因為是大溪木藝生態博物館中第一棟修繕開放的空間，而獲賦予「壹號館」的稱呼。
於2014年11月20日整修完成的壹號館，維持了日治建築的特色，保留了木材建築構造，周圍的草皮空地左側種有兩棵年代久遠的老樹；現今壹號館作為大溪木藝生態博物館的展示資訊平台使用。

### 公會堂

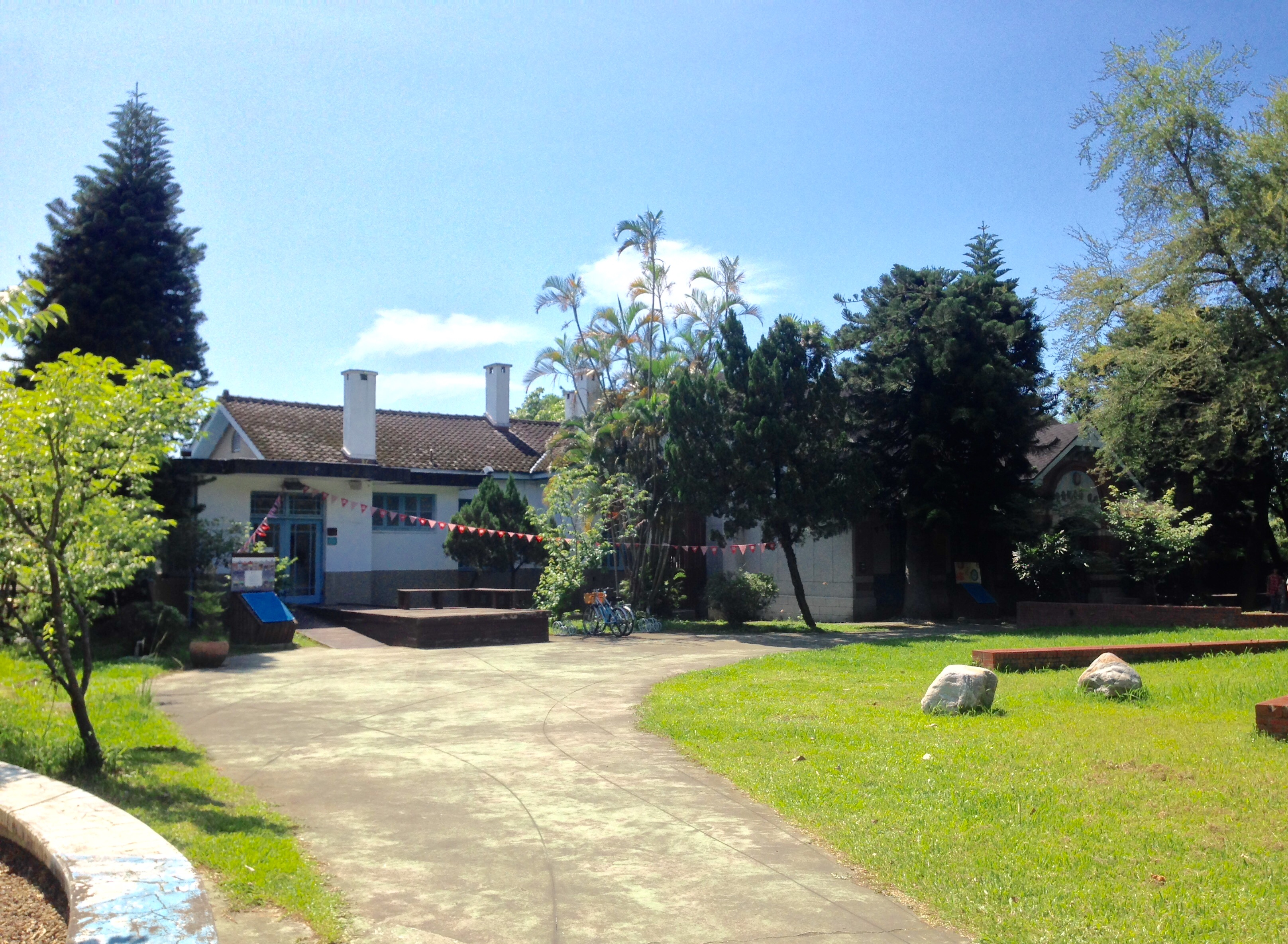
公會堂庭院
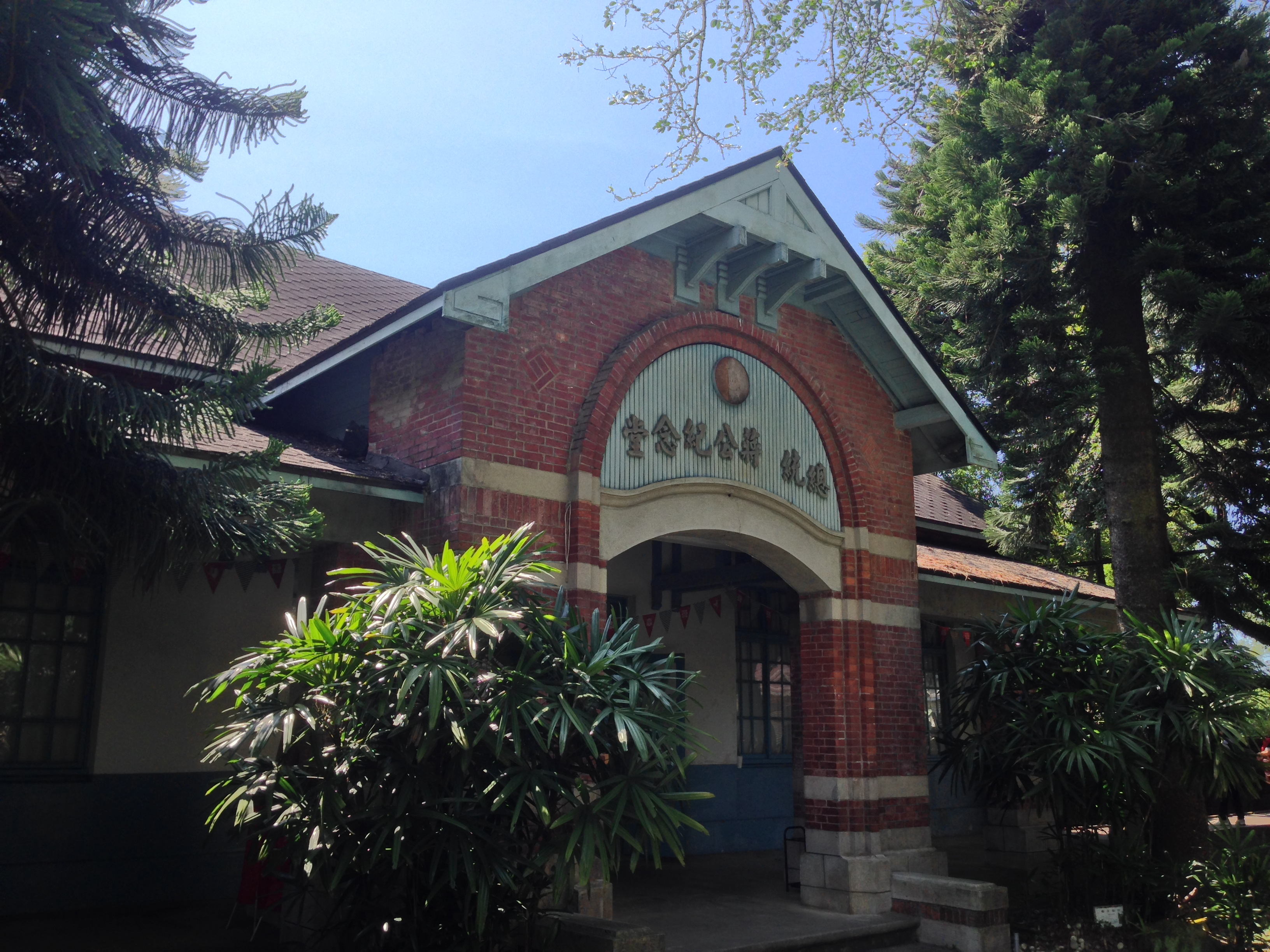
公會堂門口

大溪公會堂建成於1921年，除作為民眾的集會、典禮中心外，大溪公會堂也曾作為日本皇太子裕仁派侍從官巡視時的休憩場所。由於大溪的景致雷同浙江省溪口的風景，大溪公會堂的寢室、廚房在國民政府遷台後被充為總統行館使用。堂內設有會客廳、廚房、餐廳、臥室、書房等設施；而在蔣中正於1975年逝世後，大溪公會堂於1976年再度整建，1978年作為「蔣公紀念館」使用。:9
配合桃園縣政府的「城鄉風貌計畫」計畫，大溪公會堂轉而於2003年成為「大溪藝文之家」，於2004年1月13日成為歷史建築，2016年10月21日納入成為大溪木藝生態博物館的一部份。
鄰近大溪中正公園的大溪公會館屋頂鋪設有日式黑瓦，外觀以洗石子與經清水磚造灰泥粉刷的裝飾風藝術水泥牆裝修，屋面為平板石棉瓦斜葺，山牆面的部份以木條裝飾。大溪公會堂在整修後建築依然保留原有形制、構件與材料。目前建築中原大溪公會堂部分做為展覽、集會、招待與座談的多用途空間；原總統行館部分則作為木藝文創展示空間使用。

### 四連棟

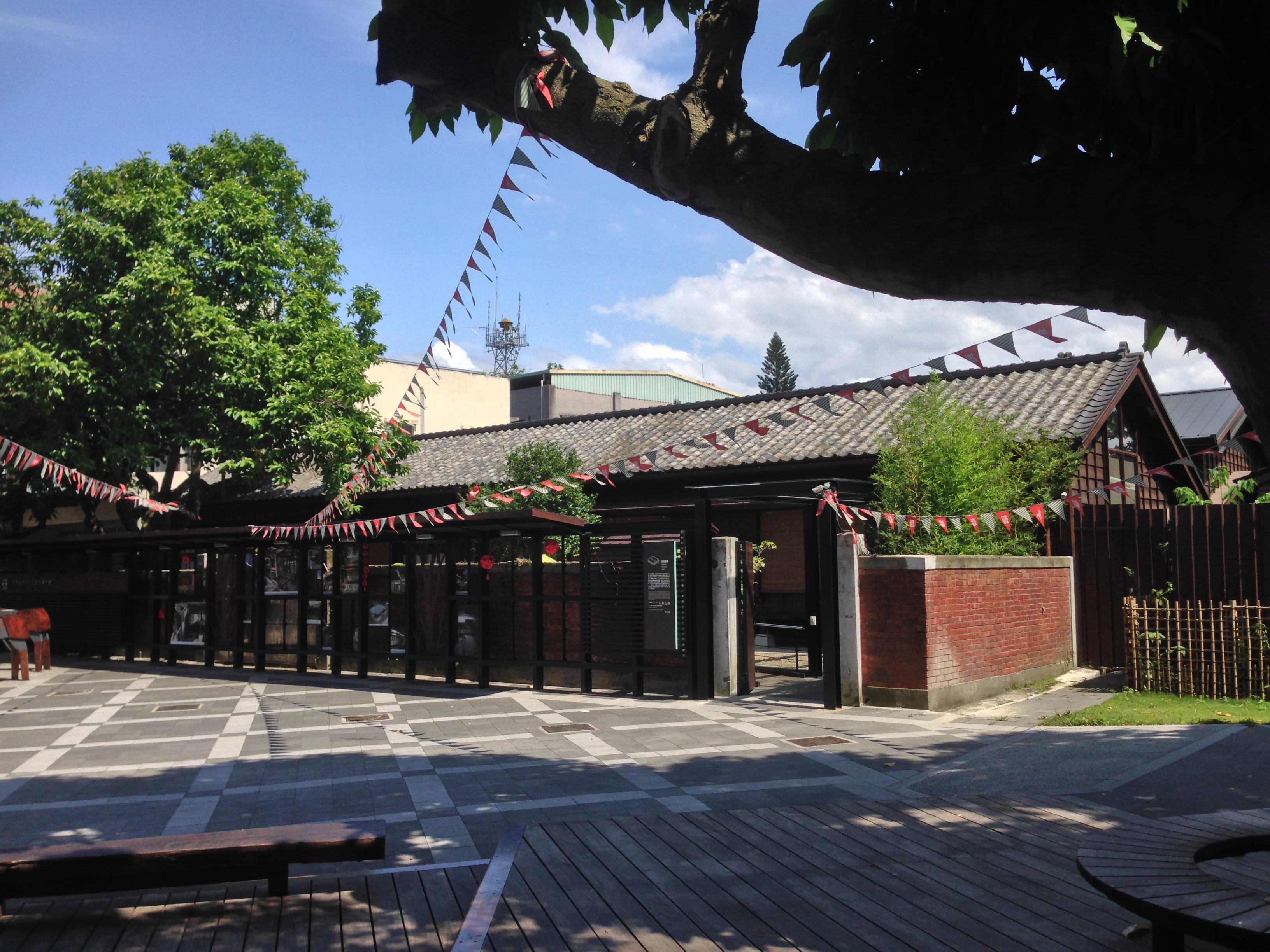
四連棟遠照
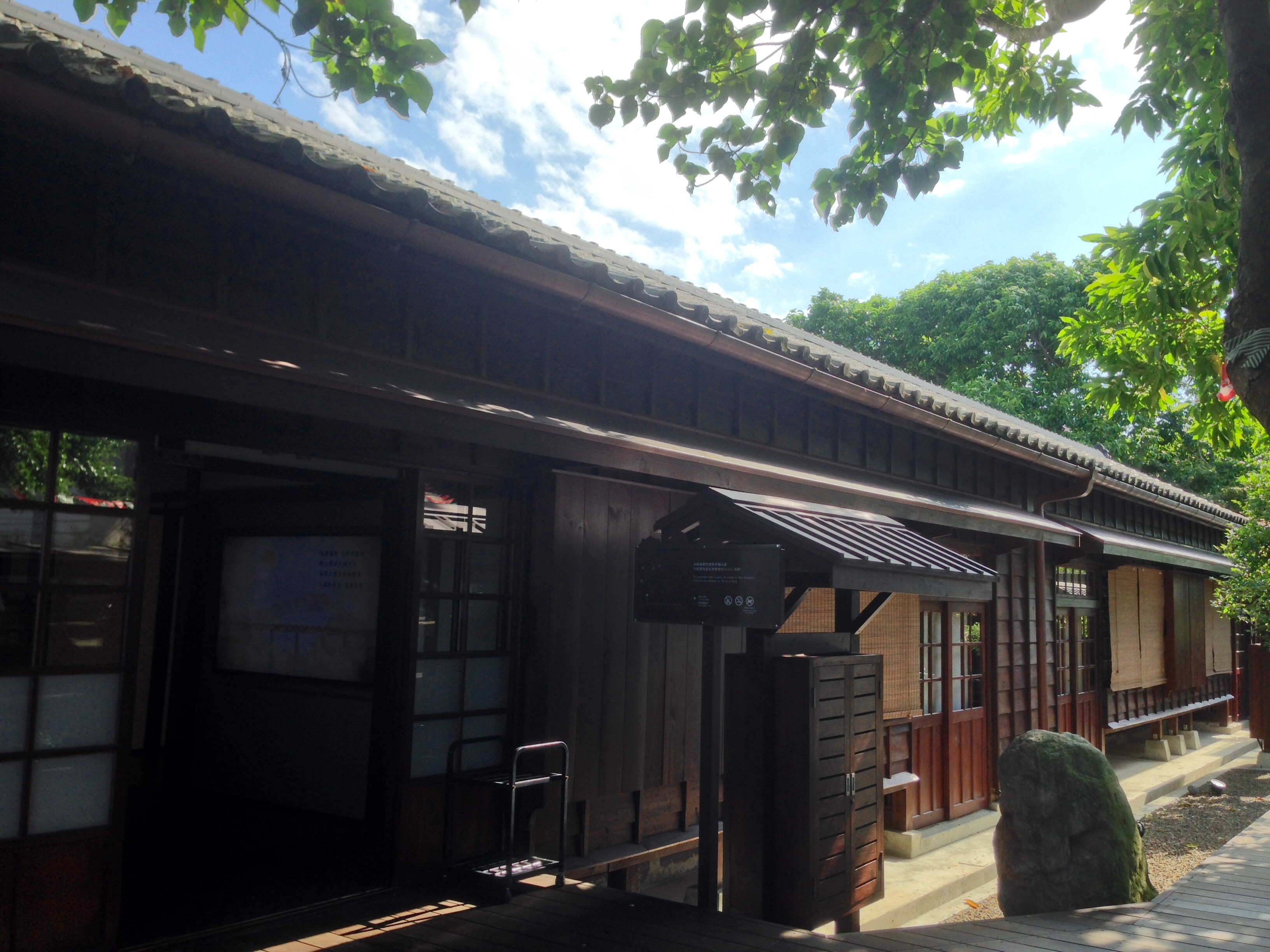
四連棟外觀
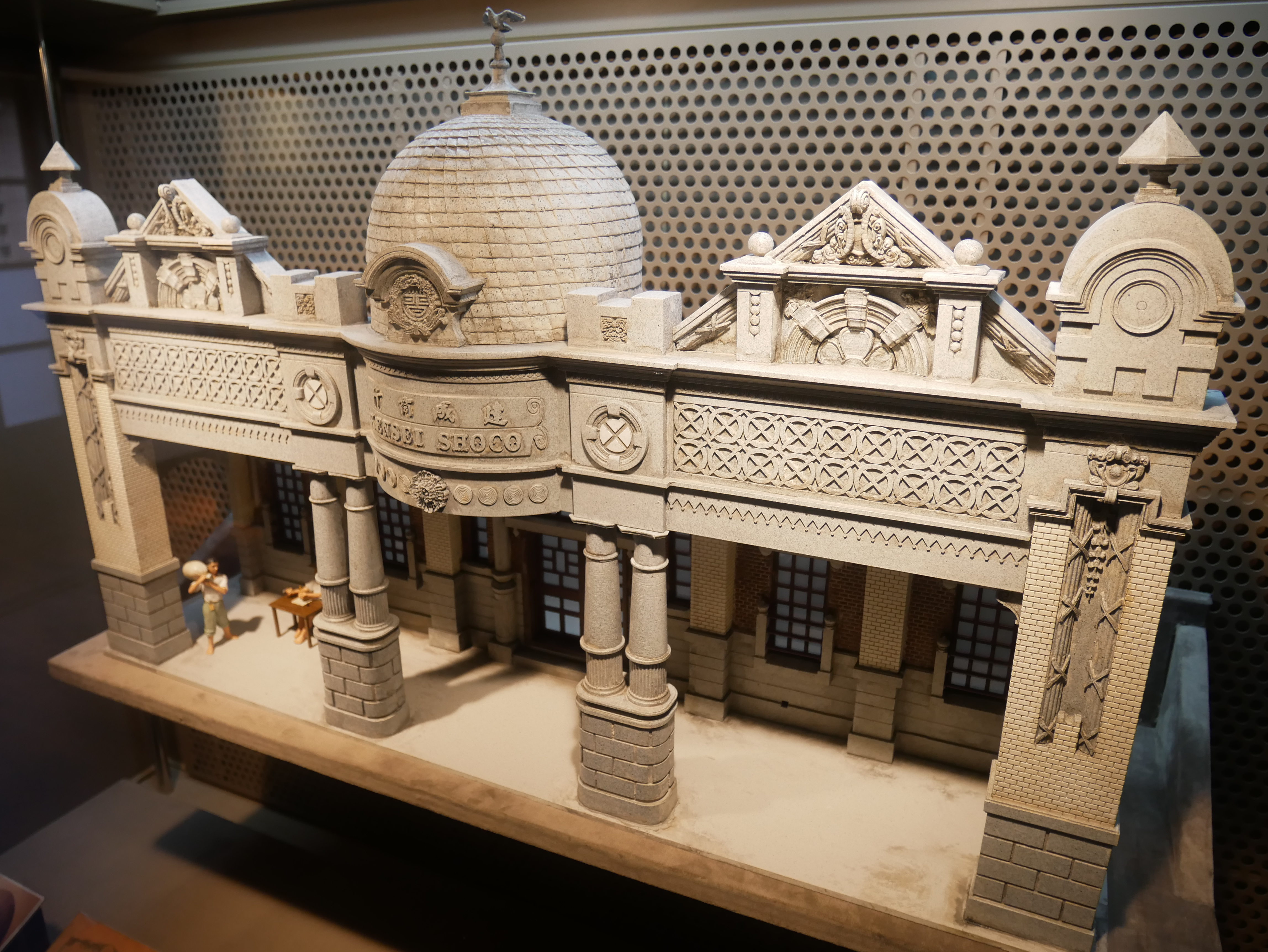
建成商行模型

四連棟是大溪警察宿舍群中23戶建築中的一部份，因一排四戶而得名「四連棟」。四連棟建於1937年，屬於當時的「丁種判任官舍」。在第二次世界大戰後，居住需求增加，因而於四連棟後增設了水泥房舍，並於2012年8月29日獲指定為歷史建築，修繕後於2016年10月22日啟用為大溪木藝生態博物館的一部份。 
四連棟屬於大溪警察宿舍群，建築上以木材、磚為建材、結構，屋面並鋪有日本瓦，設有雨淋板外牆，採地板抬高、木板隔間的設計。
作為大溪木藝生態博物館常設展館使用的四連棟，常態展示了大溪的發展史。展覽內容包括靜態的模型、文物及動態影音、互動遊戲等。四連棟的展覽內容以「源自大漢溪」、「誰住在大溪」、「人文化城」、「產業協力」、「眾志成城」、「傳動大溪協力精神」及「大溪人說故事」等七大主題輪替。

### 藝師館

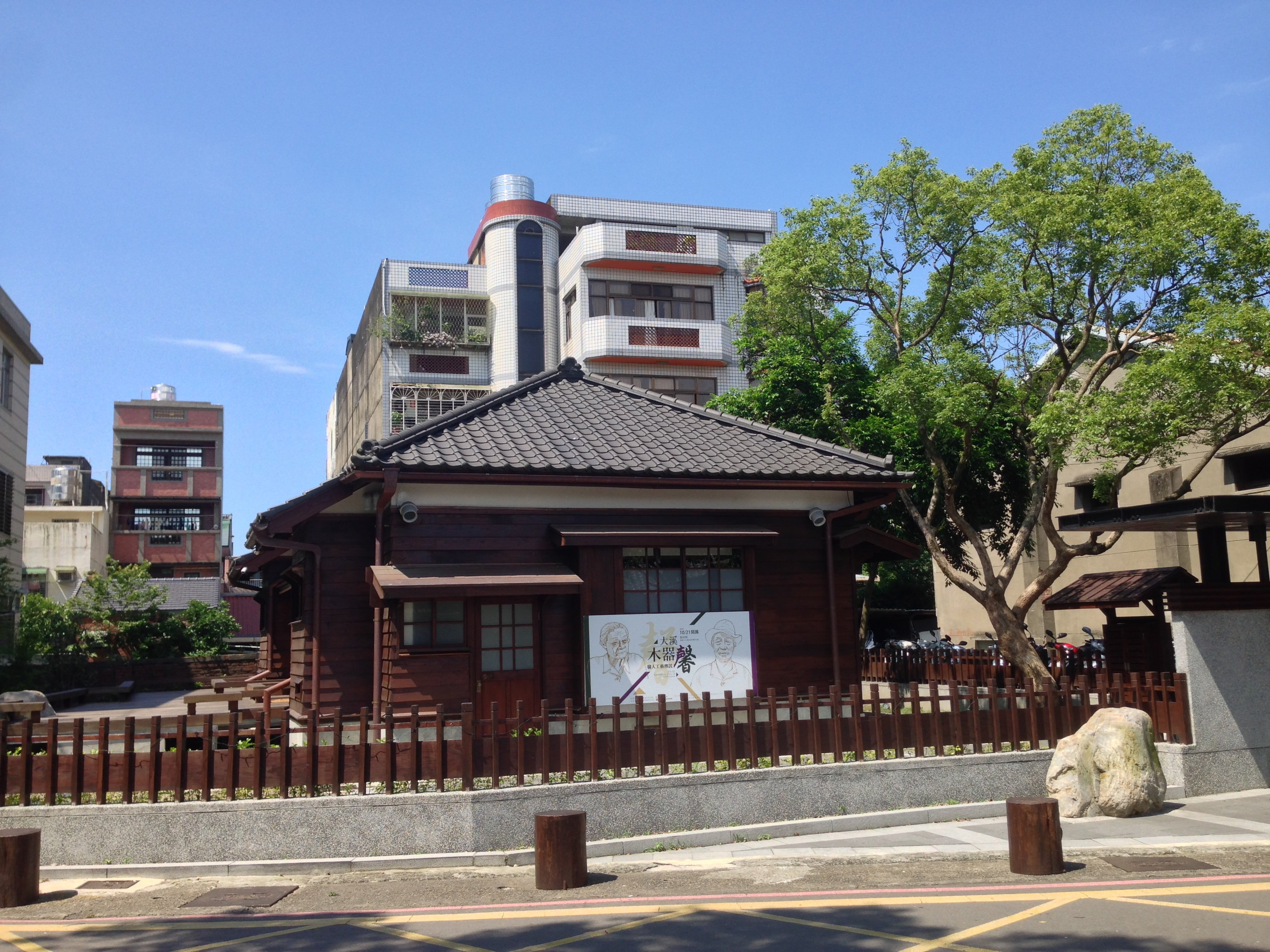
藝師館外觀
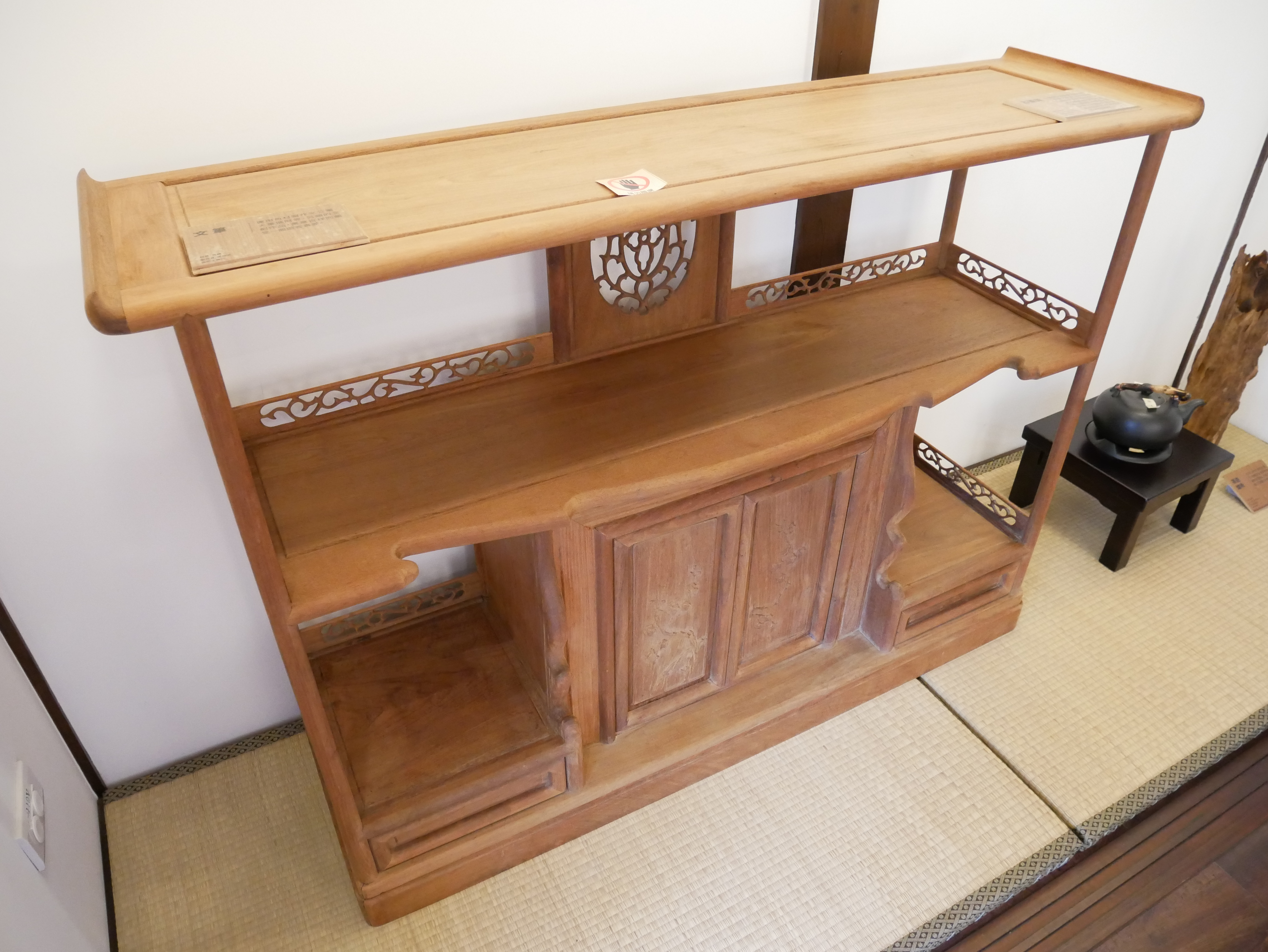
館內展示的古董架

作為大溪郡役所警察課的單身警察官舍，藝師館建成於1941年。國民政府於大溪設置總統行館後，原為單身警察官舍的藝師館便改由蔣中正的侍衛隨從俞濟昌一家居住。
藝師館屬日式雙拼建築，是大溪警察宿舍群的一部分，建築上以木材、磚為建材、結構，屋面並鋪有日本瓦，設有雨淋板外牆，採地板抬高、木板隔間的設計。藝師館在修繕後於2016年10月21日成為大溪木藝生態博物館的一部份，專事以「職人工藝傳說」為主題的展覽。

### 李騰芳古宅

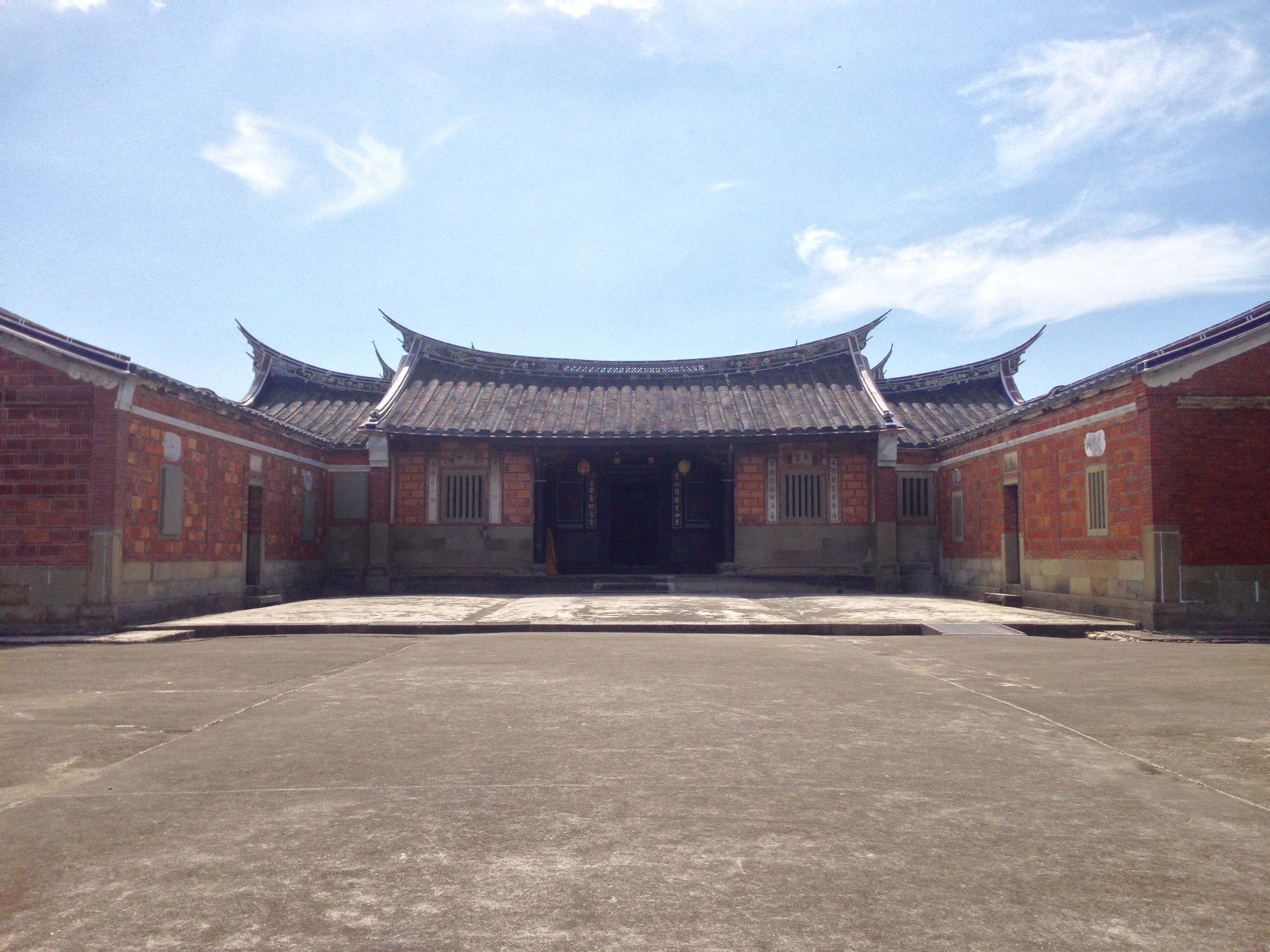
李騰芳古宅

在李炳生的主導下，古宅由經營米榖事業起家的李炳生及李都生、李振生三兄弟於1860年開始興建，1864年正式落成，而在李炳生三子李有慶連中秀才、舉人後官加內閣中書後，獲賦官名「騰芳」，因此亦稱為李騰芳古宅。在李有慶任官後，為彰顯官場得意，李有慶再度將原本就十分廣闊的宅第大幅擴建、加修護龍為「舉人大宅」，李騰芳古宅除是台灣少見的大宅第外，也是台灣最具代表性的十大民宅。為了歌頌李有慶，大溪的舊名也此從「大姑陷」改為「大科崁」，「大科崁」再改字為「大嵙崁」。
李騰芳古宅的建築規模為「兩落四護龍」，宅第的整體配置中有一道明確的中軸線，廳堂及門廳都位於此線，整體格局工整；而兩側的南、北廳則圍繞著中庭形成建築群核心，建築中並有剪黏、雕刻、匾聯及彩繪等裝飾。在李騰芳古宅的建築群中，以廳堂的屋宇和台基最高，其餘各空間則依儒家尊卑次序由此向外漸次減低，彰顯廳堂的重要性。由於興建的年代械鬥頻繁，李騰芳古宅以護龍層層包覆，四周以莿竹環繞，古宅的四個角落建有以銃器為武器的防禦建築「銃櫃」，具有強烈的防衛功能。
作為桃園市唯一一座國定古蹟，李騰芳古宅在經過兩次整修後，於文化部文化資產局3,500萬元的補助下，由桃園市政府文化局於2015年2月至2016年10月間第三度修繕屋頂漏水、牆面粉刷龜裂污損、屋桁與門窗腐朽問題，並在2016年11月13日完成。在一度考慮委由大溪區公所或地方協會營運的情況下，李騰芳古宅於2017年4月27日正式開放參觀、成為大溪木藝生態博物館的一部份，展覽多媒體影音、各式文宣品等內容。

### 六廿四故事館
六廿四故事館做為推動大溪社頭文化、提升市指定無形文化資產「關聖帝君聖誕遶境慶典」的核心空間，也是社頭成員共學的空間。博物館與社頭成員將共同策劃相關主題的展示與動態展演活動，是一座提供民眾了解、體驗、感受大溪六廿四文化的館舍。此館原為歷史建築「大溪農會倉庫」，由木博館負責修復活化為六廿四故事館。大溪農會倉庫約創建於日本時期 1942 年，1950年左右憲兵隊曾進駐此處，後期由財政部國有財產署租賃予大溪區農會作為肥料倉庫使用。食鹽肥料倉庫採用日式的特殊構法、形式興建，並以鋼筋混凝土柱、磚砌抹紅土牆、木條板封牆抹白灰等裝飾。食鹽肥料倉庫佔地達250坪，為現有的大溪公會堂兩倍大，將可做為大型活動場地使用。

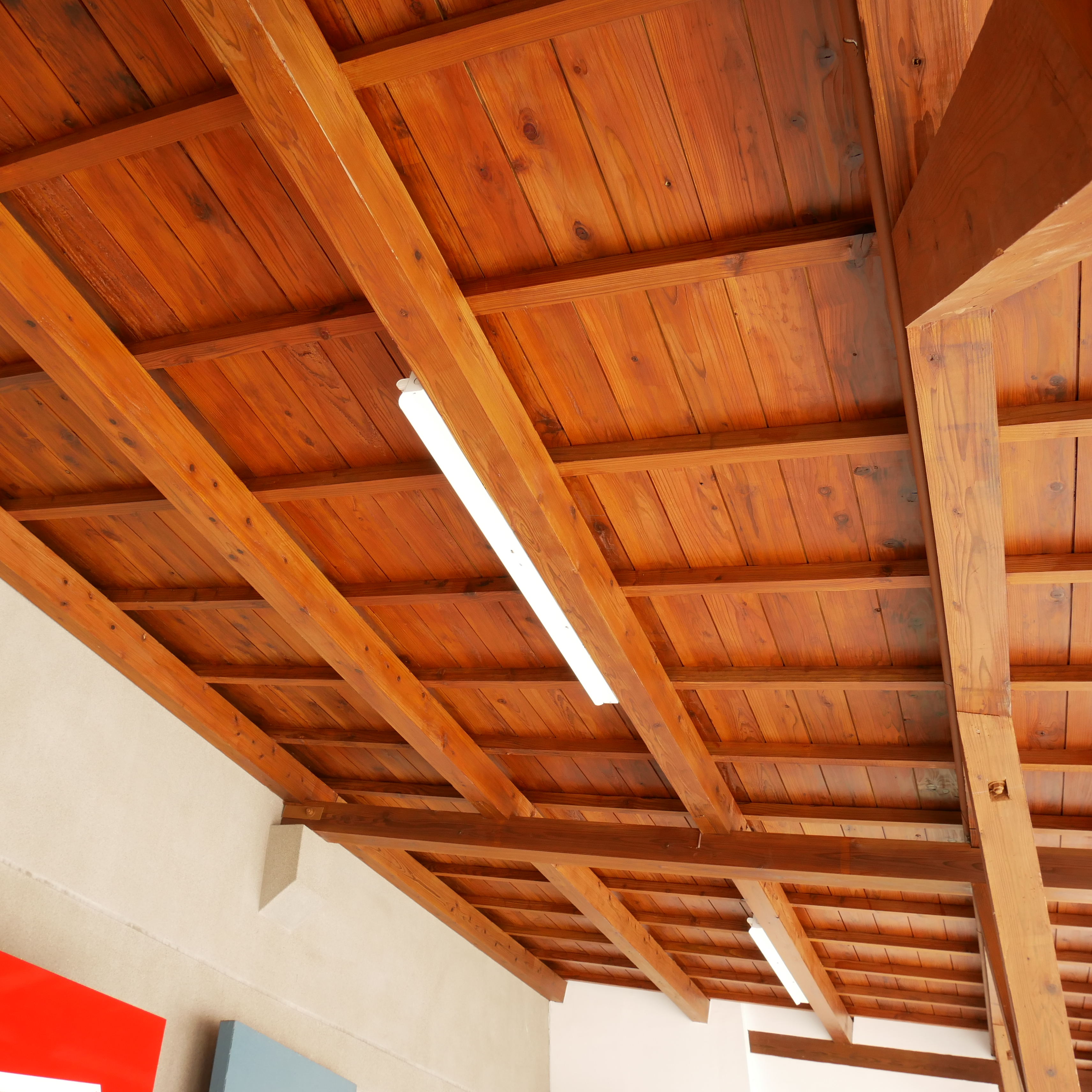
倉庫天花板
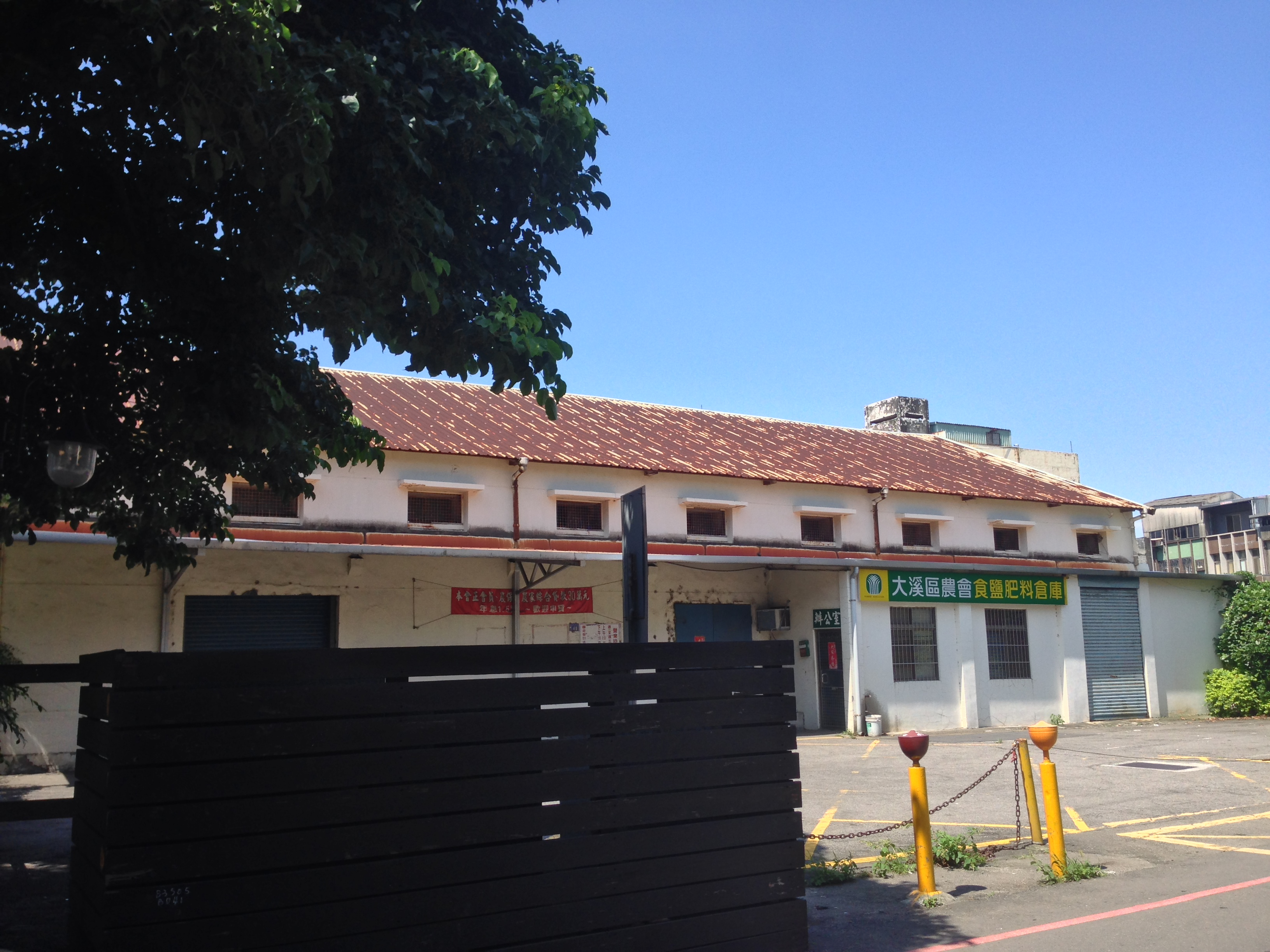
整修前的倉庫
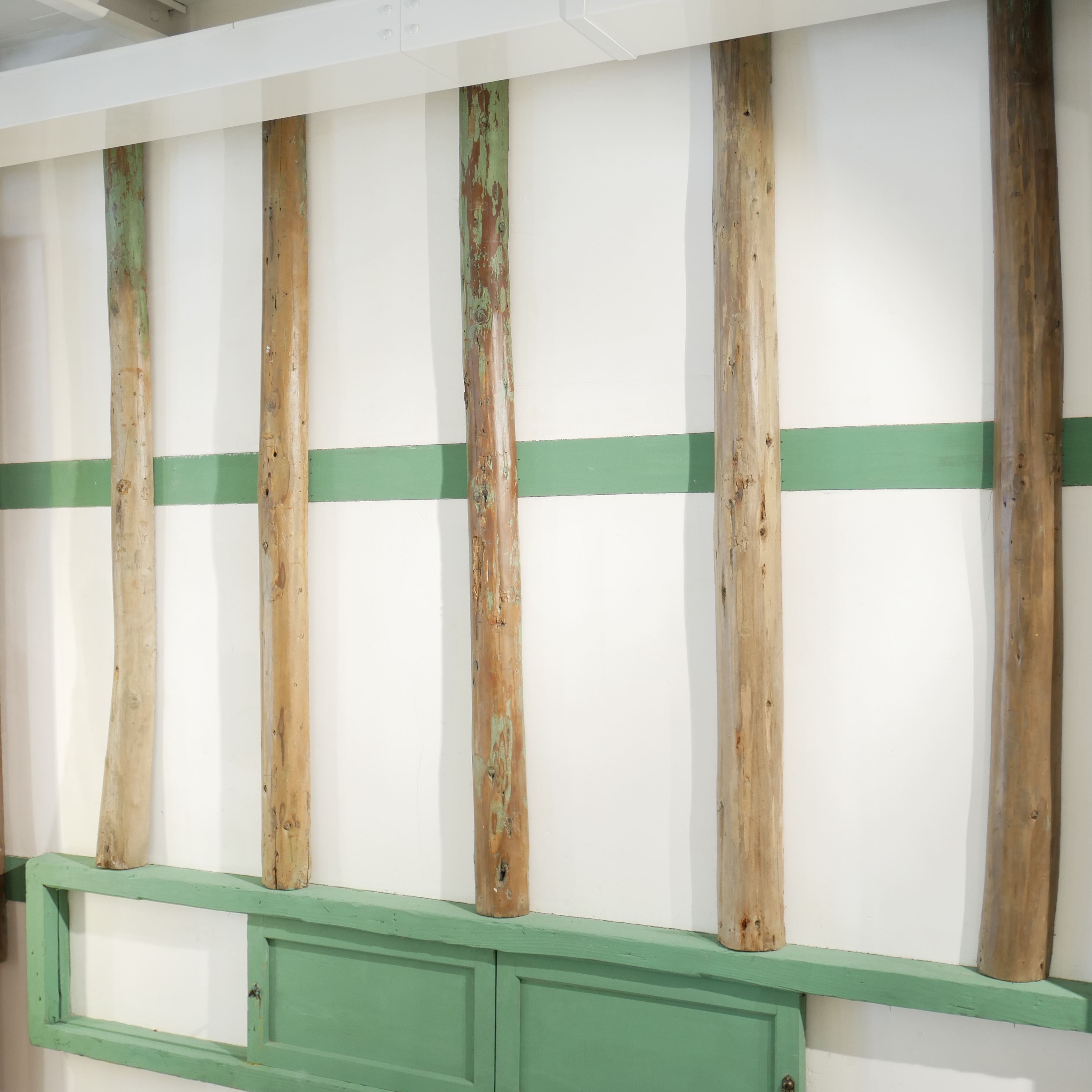
倉庫內壁

目前桃園市政府已經對食鹽農肥倉庫開展歷史建築登錄程序，完成後將要求財政部國有財產署無償撥用，並預計於2018年完成調查研究、2020年前展開修復工程。。2021年10月6日正式開館對外開放參觀。

### 街角館
大溪木藝生態博物館是一座無圍牆的生態博物館，以「街角博物館」概念衍生出15座結合民間的街角館，包括有藝術展覽空間及交流平台「蘭室」、結合大溪文化研習與調查的「達文西瓜藝文館」、文創餐飲書店「新南12」等。

## 交通
桃園市立大溪木藝生態博物館可透過公路與公車對外連接。公路部分可從福爾摩沙高速公路 62 大溪或中山高速公路 65 平鎮系統轉接東西向快速道路 27 大溪端抵達；公車部分可透過桃園客運5096線、桃園客運5098線、臺北客運9103線、桃園市公車710線及台灣好行小烏來線抵達。

## 外部連結
- 桃園市立大溪木藝生態博物館官方網站 （页面存档备份，存于）